# Манастир Сучевица
Манастир Сучевица је православни манастир на североистоку Румуније, у јужном делу историјске регије Буковина. Налази се у селу Сучевица у близини истоимене реке, 18 км од града Радауци (Сучавски округ). Манастир су 1585. године подигли Јеремија и Симон Могила .
Архитектонски изглед манастира садржи византијске и готичке елементе, као и декоративне елементе типичне за живописане цркве Молдавије. Манастир је изнутра и споља прекривен фрескама велике уметничке вредности, који илуструју призоре из Старог и Новог завета.
Манастирски комплекс је квадратног облика (100 са 104 метра) и ограђен је високим (високим 6 метара и широким 3 метра) зидовима. Поред тога, на сваком углу се налази по једна одбрамбена кула. Тренутно, један од зидова комплекса је музеј, који садржи велику колекцију уметничких и историјских предмета.
Манастир је 2010. године уврштен на Унескову листу светске баштине.